# Marcelline Gbêha-Afouda
Marcelline Claire Gbêha-Afouda, née le 16 janvier 1955 au Bénin, est une magistrate et ancienne présidente de la Haute Cour de justice du Bénin.

## Biographie

### Enfance et formation
Marcelline Gbêha-Afouda  est née le 16 janvier 1955 au Bénin. Magistrate de formation, elle est  titulaire d’un diplôme d’études supérieures de Magistrature et d’une maîtrise en Sciences juridiques. 

### Parcours politique
Marcelline Gbêha-Afouda est ancienne secrétaire générale et vice-présidente de la Cour constitutionnelle du Bénin. Elle est aussi ancienne procureure générale à la Cour d’appel de Cotonou.
Le 12 juin 2013, elle est élue présidente de la Haute Cour de justice pour également un mandat de 5 ans.
Marcelline Gbêha-Afouda a été la présidente de la Haute cour de justice du Bénin durant deux mandats consécutifs; une première fois en 2013 et une seconde fois en 2015.

### Prix et distinctions
Le 14 janvier 2019, elle reçoit la distinction de Commandeur de l’Ordre national du Bénin .